# Religião no Irã

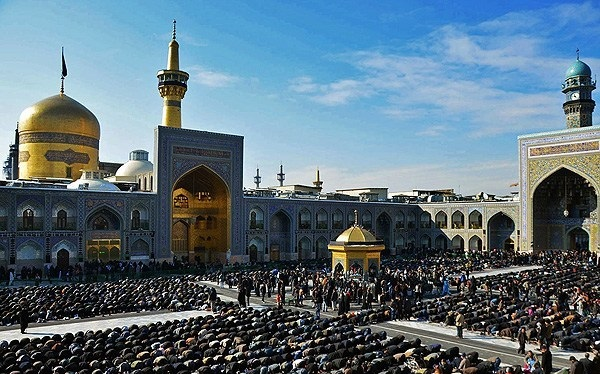
O túmulo de Ali ibne Muça em Mexede é o local mais sagrado para os xiitas.

A religião no Irã (português brasileiro) ou Irão (português europeu) é oficialmente o islã do ramo xiita duodecimano da jurisprudência jafarita, conforme estabelece o artigo 12 da constituição do país. O mesmo artigo estabelece que outras escolas islâmicas são respeitadas e seus seguidores são livres para agir de acordo com a  jurisprudência própria a cada uma delas na prática de ritos religiosos, sendo oficialmente reconhecidas em matéria de educação religiosa, vida pessoal (casamento, divórcio, testamentos e heranças) e outras questões legais.
O islã é professado por 99,9% da população, sendo que 93,6% são adeptos do xiismo e quase todos duodecimanos. Outros 6,3% seguem o ramo sunita. Os remanescentes são seguidores de credos não islâmicos, incluindo baha'istas, mandeístas, iarsanitas, zoroastrianos, judeus e cristãos. Os três últimos grupos são reconhecidos pelo Estado e protegidos, tendo assentos reservados para eles no Parlamento. Os baha'ís não dispõem de reconhecimento oficial e têm sido intensamente perseguidos, perdendo direitos e liberdades civis que vedam o seu acesso ao estudo superior e ao emprego. O Irã é o país muçulmano com a maior comunidade de judeus, e o zoroastrismo, em tempos predominante, hoje se reduz a poucas dezenas de milhares de praticantes.

## Islã
O Irã não adota a separação de religião e Estado, e o islã tem integrado o seu governo desde a islamização do país, em torno de 640 d.C. Nos séculos seguintes, os xiitas adquiriram influência política, formando o primeiro Estado xiita, com o Califado Idríssida (780–974), estabelecido no Magrebe (noroeste da África). Depois disso o Império Alávida [en] (864–928) se estabeleceu em Mazandarão, no norte do Irã. Os alávidas pertenciam à subseita zaidita dos xiitas. Essas dinastias tiveram um alcance apenas regional, mas foram seguidas de duas poderosas casas, o Califado Fatímida, surgido em 909 em Ifríquia, e o Império Buída, surgindo em Dailão em torno de 930, que tiveram um domínio amplo, se estendendo por todo centro-norte do Irã e até sobre o Iraque, e perdurando até 1048. Com a ascensão do Império Gasnévida, os sunitas suplantaram os xiitas, até que, na invasão mongol, o governador invasor Gazã foi convertido ao xiismo, tornando-o o credo oficial do Estado.
Embora os xiitas existissem desde o início da penetração islâmica e durante certos períodos fossem dominantes, segundo Mortaza Motaari, a maioria dos eruditos e do povo permaneceram sunitas até o tempo da dinastia Safávida. Porém, migrações de tribos xiitas vindas do Iraque e a crescente influência de tradições específicas fez com que o número de xiitas aumentasse.
Os safávidas se estabeleceram em 1501, tornando o xiismo a religião oficial, e ordenando a conversão compulsória e violenta dos Sunitas. Milhares de pessoas que se opuseram foram mortas, e em alguns casos cidades inteiras fora arrasadas. Ismail I, o primeiro governante safávida, trouxe eruditos xiitas do Barém, Mesopotâmia Inferior, Bilade Xame e Líbano, a fim de pregarem a fé oficial. Sua intenção de converter também os turcos da Anatólia gerou um conflito com o Império Otomano, quando o Irã foi derrotado e a expansão safávida foi bloqueada. Mas foi com seu sucessor, Tamaspe I, que o império se consolidou e o xiismo se espalhou por todo o Irã. Depois de uma vida de delícias mundanas, tornou-se austero e piedoso, observando os ritos e os impondo sobre sua corte e súditos. A adesão das massas só aconteceu sob a influência do mullah Allamah al-Majlis, entre 1680 e 1698.
As dinastias sucessivas, até o século XX, oscilaram entre várias subseitas, mas entre 1905 e 1911 houve a Revolta Constitucional, que tentou alijar do poder os eclesiásticos e instaurar uma maior liberdade de culto. A revolta estava ligada à influência crescente da Europa, que buscava ocidentalizar o país e explorar o seu petróleo. O resultado do movimento foi a instauração da dinastia Palávida em 1925.
A golpe de Estado de 1953, também orquestrado por europeus, causou um ressentimento nacional contra o Ocidente, que por sua vez levou à criação da República Islâmica em 1979, na Revolução Iraniana.
Desde o início da islamização do Irã, o islã se tornou uma das forças mais importantes para a formação da cultura iraniana, onde nasceram diversos poetas, médicos, historiadores, matemáticos, literatos, educadores, teólogos, artistas e outros cientistas e eruditos de grande destaque, entre eles Xeique Saduque, Omar Caiam, Xeique Culaini [en], Hafez, Albuxar de Bactro, Jalaladim Maomé Rumi, Muslim ibne Alhajaje, Aláqueme de Nixapur [en], Algazali, Facradim Arrazi, Al-Zamakhshari, Nizã Almulque, Alfarábi, Avicena, Xarafadim de Tus e Abdalcáder Guilani.

## Outras religiões
Existem várias importantes minorias religiosas no Irã. Bahá'ís (cerca de 300 a 350 mil fiéis) e cristãos (estimados em 300 000, sendo que o grupo maior tem mais de 200 000 adeptos.). Grupos menores incluem judeus, zoroastrianos, mandeístas, iarsanitas (Ahl-e Haqq), bem como minorias tribais e praticantes de religiões locais.
Zoroastrianos, judeus e cristãos são oficialmente reconhecidos e protegidos pelo governo. Pouco depois do seu retorno do exílio, em 1979, em uma época de grande agitação, o líder da revolução iraniana, Aiatolá Ruhollah Khomeini emitiu uma fátua ordenando que judeus e cristãos fossem bem tratados. Já os bahá'ís não são reconhecidos nem protegidos pela constituição do Irã.
Os zoroastrianos são a mais antiga comunidade religiosa do Irã. Antes da conquista muçulmana da Pérsia era a religião principal da Pérsia. De acordo com o censo oficial do país, havia 25 271 zoroastrianos no país em 2011.

## Estatuto legal
A constituição da República Islâmica reconhece o islã, o cristianismo, o judaísmo e o zoroastrianismo, mas determina como religião oficial do Estado apenas o islã. No artigo 13 elas são citadas como Gentes do Livro, e é-lhes permitido praticarem suas fés em liberdade. Três assentos entre os 270 do Parlamento são reservados aos três cultos não islâmicos. Por outro lado, cargos oficiais importantes são reservados para os muçulmanos.
Todos os membros de religiões minoritárias, incluindo os do ramo Sunita, não podem ser eleitos como Presidente da República. Escolas dessas religiões devem ser administradas por muçulmanos. Indenizações às suas famílias por morte são menores que as pagas aos muçulmanos, e crimes iguais recebem penas mais severas para não muçulmanos. Um muçulmano que comete adultério com uma muçulmana é penalizado com cem chibatadas, mas se um não muçulmano comete o mesmo delito com uma muçulmana, ele é sentenciado à morte.
Conversos ao islã herdam todo o patrimônio de suas famílias, mesmo o de tios e primos, se eles não se convertem também. Como resultado desses privilégios, a população não muçulmana tem decrescido sensivelmente. Como exemplo, os Judeus passaram de oitenta mil para trinta mil desde a Revolução iraniana. Crimes de morte são penalizados da mesma forma para todos os credos reconhecidos, mas se alguém matar um bahá'i não recebe punição alguma. A apostasia do islã é proibida e pode levar à morte. A constituição em tese autoriza em seu artigo 23 a liberdade de crença, mas sua redação é contraditória, e em outros artigos os juízes são autorizados a determinar sentenças de acordo com a tradição e os decretos religiosos islâmicos.